# Ботричниця
Ботричниця (словен. Botričnica) — поселення в общині Шентюр, Савинський регіон, Словенія. 
Висота над рівнем моря: 330,4 м.